# جربارة صغيرة
جربارة صغيرة (الاسم العلمي:Gerbera parva) هي نوع من النباتات تتبع جنس الجربارة من الفصيلة النجمية.